# João Batista de Sales
João Batista de Sales (Conselheiro Pena, 19 januari 1945) is een Braziliaans voormalig voetballer, bekend als Fio Maravilha. 

## Biografie
Fio Maravilha begon zijn carrière bij Flamengo in 1965 en won er twee keer het Campeonato Carioca mee en verder nog diverse vriendschappelijke toernooien. In een wedstrijd tegen het Portugese Benfica scoorde hij het winnende doelpunt na een mooie dribbelactie. Hij kreeg hier de bijnaam Fio Maravilha. Hij werd geëerd door zanger Jorge Ben Jor, die een lied maakte met zijn bijnaam en er een groot nationaal succes mee had. Vanaf 1973 speelde hij meer voor kleinere clubs. 